# Železniška proga Dravograd–Otiški Vrh
Železniška proga Dravograd–Otiški Vrh je ena izmed železniških prog, ki sestavljajo železniško omrežje v Sloveniji.
Je t. i. industrijski tir, ki je namenjen le tovornemu prometu. Pri Dravogradu se priključi na železniško progo Maribor–Prevalje–d. m. Proga je ostanek nekdanje proge med Dravogradom in Celjem, katere odsek med Velenjem in Otiškim Vrhom je bil leta 1968 ukinjen in demontiran.